# Фридрих Франц Ксавер фон Хоенцолерн-Хехинген
Фридрих Франц Ксавер фон Хоенцолерн-Хехинген (на немски: Friedrich Franz Xaver von Hohenzollern-Hechingen; * 31 май 1757, дворец Геуле при Маастрихт; † 6 април 1844, Виена) е принц на Хоенцолерн-Хехинген, бургграф на Нюрнберг, граф на Зигмаринген, австрийски генерал, имперски и кралски фелдмаршал, рицар на златното руно, също таен съветник и кемерер.

## Произход
Той е най-малкият син на граф Франц Ксавер (1720 – 1765), австрийски фелдмаршал-лейтенант, и съпругата му графиня Анна фон Хоенсброех (1729 – 1798), дъщеря на граф Херман Ото фон и цу Хоенсброех. Внук е на императорския генерал-фелдмаршал граф Херман Фридрих фон Хоенцолерн-Хехинген (1665 – 1733).

## Военна кариера
На 18 години Фридрих Франц Ксавер отива в холандската войска, след една година се мести в австрийската войска и участва в Баварската наследствена война от 1778/1779 г. Той става майор. През Турската война от 1787 до 1792 г. участва в обсадата на Белград. През 1792 г. става полковник-лейтенант, а през 1793 г. полковник.
Фридрих Франц Ксавер отива в Нидерландия и на 18 март 1793 г. е командир в битката при Неервинден. През 1796 г. той е генерал-майор и отива в Горна Италия. На 12 ноември 1796 г. той побеждава Наполеон Бонапарт в битката при Калдиеро. На 29 април 1797 г. получава за смелост „рицарския кръст на ордена Мария Терезия“.
След 1798 г. той получава командването на войските в Тревизо и Белуно и от 1799 г. също във Венето. На 24 май 1799 г. неговата войска прекратява обсадата на Милано. През 1799 г., след битката при Требия, той е повишен на фелдмаршал-лейтенант. Преместен е в Краков и през есента на 1804 г. става таен съветник. През 1809 г. той е командващ генерал на II. корб на Долен Дунав и марширува в Кралство Бавария, на 31 юли 1809 г. става генерал на кавалерията. След загуба на битка той отново е преместен в управлението на Галиция.
През Освободителните войни 1814/1815 г. той е командир на втория германски военен корпус за Баден, Вюртемберг и Швейцария. Последната му битка е обсадата на Страсбург през 1815 г.
След това той е командващ генерал в Грац и през 1825 г. става президент на дворцовия военен съвет. През 1826 г. става рицар на Златното руно. На 18 септември 1830 г. става австрийски фелдмаршал и се отказва от службата президент.
Фридрих Франц Ксавер фон Хоенцолерн-Хехинген умира на 86 години на 6 април 1844 г. във Виена.

## Фамилия
Фридрих Франц Ксавер фон Хоенцолерн-Хехинген се жени на 22 януари 1787 г. в Калсдорф при Грац за графиня Мария Тереза фон Вилденщайн (* 23 юни 1763, Грац; † 16 ноември 1835, Виена), дъщеря на Йохан Кристоф фон Вилденщайн (* 6 март 1732) и графиня Анна Терезия фон Щубенберг (* 8 декември 1736; † 1 юли 1763). Те имат децата:
- Фридрих Франц Антон фон Хоенцолерн-Хехинген (* 3 ноември 1790, Раковник, Бохемия; † 14 декември 1847, Пиещяни, Словакия), женен на 7 януари 1839 г. в Зигмаринген за принцеса Каролина фон Хоенцолерн-Зигмаринген (* 6 юни 1810; † 21 юни 1885)
- Юлия Фридерика (* 27 май 1792, Брандис над Лабем (Брандайз); † 1 юли 1864, Иленау)
- Фридрих Адалберт (* 18 май 1793, Прага; † 10 октомври 1819, Виена)
- Йозефина Фридерика (* 7 юли 1795; † 24 януари 1878, Опава/Тропау), омъжена 1826 г. за граф Феликс Фетер фон дер Лилие († 16 маи 1853)